# عاصی دایان
عاصی دایان (عبری: אסי דיין؛ ۲۳ نوامبر ۱۹۴۵ – ۱ مهٔ ۲۰۱۴) کارگردان فیلم، بازیگر و فیلم‌نامه‌نویس اهل اسرائیل بود.
وی کوچک‌ترین فرزند موشه دایان، وزیر دفاع و فرماندهٔ ستاد کل نیروهای دفاعی اسرائیل بود.
از فیلم‌ها یا برنامه‌های تلویزیونی که وی در آن نقش داشته‌است، می‌توان به توطئه اورانیوم، عروس دریایی و نیروی دلتا اشاره کرد.